# ميكروبيا (متحف)
ميكروبيا هو متحف يقع في أمستردام،هولندا يقوم على فكرة نشر المعلومات حول الميكروبات والتي غالبًا ما ترتبط باللأمراض على الرغم من وظيفتها الأساسية في الأداء اليومي لحياة الإنسان. افتتح المتحف في 30 سبتمبر 2014. يدعي المتحف بأنه الأول من نوعه في العالم.